# Звезда Индии (судно)
Звезда Индии (англ. Star of India) — парусный барк, построенный в 1863 году. Первоначально назывался «Эвтерпа». Одно из первых в мире парусных судов со стальным корпусом. На 2012 год был приписан к Морскому музею Сан-Диего и являлся старейшим в мире кораблём, регулярно совершающим плавания, а также старейшим находящимся на плаву торговым судном с железным корпусом. Признан Национальным историческим памятником США.
Он был предназначен для перевозки насыпных грузов.
Начиная с 1871 года целых 25 лет на «Эвтерпе» перевозили грузы и пассажиров в Новую Зеландию, а иногда и в Австралию, Калифорнию и Чили. За эти 25 лет корабль 21 раз совершил путешествие вокруг Земли (самый быстрый рейс занял 100 дней, а самый долгий — 143 дня).
«Звезда Индии» бороздила воды Индийского океана; была затерта льдами в Беринговом море при попытке пройти Северным морским путем в 1919 году; совершала регулярные рейсы между Великобританией и Новой Зеландией, 15 раз обошла вокруг мыса Горн. Это длиннейший в истории мореплавания регулярный маршрут. Судно совершило более 30 длительных плаваний — по году и больше.
«Звезда Индии» был также оснащена вспомогательным паровым двигателем. В свое время «Звезда Индии» участвовала в рискованных «пшеничных гонках», когда несколько кораблей соревновались, кто быстрее доставит груз зерна из Австралии в Европу.
Рабочую деятельность «Звезда Индии» завершила в 1923 году, после 22 рейсов на Аляску и обратно. Судно было отправлено в доки Аламеды (город возле Сан-Франциско), а уже оттуда — в Сан-Диего.

## Музей
В 1959 году начались реставрационные работы. Процесс реставрации был долог и мучителен, но в 1976 «Звезда Индии» была спущена на воду.